# Geografo bavarese
Il Geografo bavarese (in latino Geographus bavarus) è un nome convenzionale dato dal polacco Jan Potocki nel 1796 all'autore di un anonimo documento medievale dal titolo Descriptio civitatum et regionum ad septentrionalem plagam Danubii (Descrizione delle città e delle terre a nord del Danubio).

## Provenienza
Il breve documento fu scoperto nel 1772 presso la Biblioteca nazionale bavarese di Monaco dall'ambasciatore di Luigi XV presso la corte di Sassonia, il conte Louis-Gabriel Du Buat-Nançay. Il documento era stato acquistato dai Wittelsbach assieme all'intera collezione dell'antiquario Hermann Schädel (1410–1485) nel 1571. Il trattato fu oggetto di un'ampia discussione presso gli storici dei primi anni del XIX secolo, in particolar modo da parte di Nikolai Karamzin e Joachim Lelewel.
Il documento contiene una lista delle tribù che vivevano nell'Europa centro-orientale, a est del fiume Elba e a nord del Danubio, fino al fiume Volga a est, e fino al Mar Nero e al Mar Caspio a sud. La maggior parte di queste popolazioni era di origine slava, come i Ruzzi, ma altre sono invece di diversa etnia, come i Vulgarii, o Bulgari. Dalla lista sono assenti i Polani, i Pomerani e i Masovi, tribù che si ritiene siano state tra le prime a insediarsi lungo le rive della Warta durante l'VIII secolo.
Vi sono anche alcune informazioni su un certo numero di centri fortificati ("civitates") possedute da alcune di queste tribù.
Secondo lo studioso polacco Henryk Łowmiański la lista è costituita da due parti, databili a differenti periodi e attribuibili a distinti autori.
La prima provenienza di questo documento è oggetto di discussione: sebbene i suoi primi commentatori avessero suggerito che potesse essere stata compilata a Ratisbona, sembra che la lista provenga dal Codex Reginbertinus II, conservato nel IX secolo presso la biblioteca dell'abbazia di Reichenau, e così denominato da un bibliotecario dell'abbazia che lo avrebbe messo insieme: su queste basi Bischoff ne attribuisce la compilazione a un monaco (Reginbertus) attivo a Reichenau negli anni 830-850.
Nazarenko invece ritiene più plausibile che lista sia stata compilata nell'870, quando si pensa che san Metodio risiedesse a Reichenau. Il documento, infatti, può essere ricollegato alle sue missioni nelle regioni slave.

## Estratto

### Parte 1
Descriptio civitatum et regionum ad septentrionalem plagam Danubii.
- (1) Isti sunt qui propinquiores resident finibus Danaorum, quos vocant Nortabtrezi, ubi regio, in qua sunt civitates LIII per duces suos partite.
- (2) Uuilci, in qua civitates XCV et regiones IIII.
- (3) Linaa est populus, qui habet civitates VII.
- (4-6) Prope illis resident, quos vocant Bethenici et Smeldingon et Morizani, qui habent civitates XI.
- (7) Iuxta illos sunt, qui vocantur Hehfeldi, qui habent civitates VIII.
- (8) Iuxta illos est regio, que vocatur Surbi, in qua regione plures sunt, que habent civitates L.
- (9) Iuxta illos sunt quos vocant Talaminzi, qui habent civitates XIII.
- (10) Beheimare, in qua sunt civitates XV.
- (11) Marharii habent civitates XL.
- (12) Uulgarii regio est inmensa et populus multus habens civitates V, eo quod multitudo magna ex eis sit et non sit eis opus civitates habere.
- (13) Est populus quem vocant Merehanos, ipsi habent civitates XXX.

Iste sunt regiones, que terminant in finibus nostris.

### Parte 2
Isti sunt, qui iuxta istorum fines resident.
- (14) Osterabtrezi, in qua civitates plus quam C sunt.
- (15) Miloxi, in qua civitates LXVII.
- (16) Phesnuzi habent civitates LXX.
- (17) Thadesi plus quam CC urbes habent.
- (18) Glopeani, in qua civitates CCCC aut eo amplius.
- (19) Zuireani habent civitates CCCXXV.
- (20) Busani habent civitates CCXXXI.
- (21) Sittici regio inmensa populis et urbibus munitissimis.
- (22) Stadici, in qua civitates DXVI populusque infinitus.
- (23) Sebbirozi habent civitates XC.
- (24) Unlizi populus multus civitates CCCCXVIII.
- (25) Neriuani habent civitates LXXVIII.
- (26) Attorozi habent civitates CXLVIII, populus ferocissimus.
- (27) Eptaradici habent civitates CCLXIII.
- (28) Uuilerozi habent civitates CLXXX.
- (29) Zabrozi habent civitates CCXII.
- (30) Znetalici habent civitates LXXIIII.
- (31) Aturezani habent civitates CIIII.
- (32) Chozirozi habent civitates CCL.
- (33) Lendizi habent civitates XCVIII.
- (34) Thafnezi habent civitates CCLVII.
- (35) Zeriuani, quod tantum est regnum, ut ex eo cuncte gentes Sclauorum exorte sint et originem, sicut affirmant, ducant.
- (36) Prissani civitates LXX.
- (37) Uelunzani civitates LXX.
- (38) Bruzi plus est undique quam de Enisa ad Rhenum
- (39) Uuizunbeire
- (40) Caziri civitates C.
- (41) Ruzzi.
- (42) Forsderen.
- (43) Liudi.
- (44) Fresiti.
- (45) Serauici.
- (46) Lucolane.
- (47) Ungare.
- (48) Uuislane.
- (49) Sleenzane civitates XV.
- (50) Lunsizi civitates XXX.
- (51) Dadosesani civitates XX.
- (52) Milzane civitates XXX.
- (53) Besunzane civitates II.
- (54) Uerizane civitates X.
- (55) Fraganeo civitates XL.
- (56) Lupiglaa civitates XXX.
- (57) Opolini civitates XX.
- (58) Golensizi civitates V.

### Traduzione in italiano

#### Parte 1
Descrizione delle città e delle regioni a settentrione del Danubio.
- (1) Questi sono i popoli più vicini che risiedono ai confini dei Danai (Danesi), che gli stessi chiamano Nortabtrezi, regione in cui ci sono 53 città ciascuna con i suoi comandanti.
- (2) Uuilci, in cui vi sono 95 città e 4 regioni.
- (3) I Linaa (Linoni) sono un popolo che possiede 7 città.
- (4-6) Presso costoro risiedono coloro che essi chiamano Bethenici e Smeldingoni e Morizani, che hanno 11 città.
- (7) Presso di loro vi sono quelli che vengono chiamati Hehfeldi, che possiedono 8 città.
- (8) Presso quelli si trova la regione, che viene chiamata Surbi, nella quale regione vivono i più, e che possiedono 50 città.
- (9) Presso costoro vi sono quelli che si chiamano Talaminzi, che hanno 14 città.
- (10) Beheimare, in cui vi sono 15 città.
- (11) I Marharii possiedono 40 città.
- (12) La regione di Uulgarii è immensa e la sua numerosa popolazione possiede 5 città, tuttavia, malgrado la loro moltitudine non sentono la necessità di avere delle città.
- (13) Vi è il popolo che chiamano dei Merehanos, che possiede a sua volta 30 città.

Queste sono le regioni che terminano ai nostri confini.

#### Parte 2
Questi sono i popoli che risiedono presso questi confini.
- (14) Osterabtrezi, nella quale si trovano più di 100 città.
- (15) Miloxi, in cui si trovano 47 città.
- (16) I Phesnuzi hanno 70 città.
- (17) I Thadesi hanno più di 200 città.
- (18) Glopeani, in cui si trovano 400 città o anche di più.
- (19) Gli Zuireani possiedono 375 città.
- (20) I Busani hanno 382 città.
- (21) Sittici è un'immensa regione popolosissima e con numerosissime città.
- (22) Stadici, in cui vi sono 16 città e una popolazione infinita.
- (23) I Sebbirozi possiedono 90 città.
- (24) Gli Unlizi popolo numeroso con 418 città.
- (25) I Neriuani hanno 78 città.
- (26) Gli Attorozi possiedono 148 città e sono un popolo ferocissimo.
- (27) Gli Eptaradici hanno 263 città.
- (28) I Uuilerozi possiedono 180 città.
- (29) Gli Zabrozi hanno 212 città.
- (30) Gli Znetalici possiedono 74 città.
- (31) Gli Aturezani hanno 104 città.
- (32) I Chozirozi possiedono 250 città.
- (33) I Lendizi hanno 98 città.
- (34) I Thafnezi hanno 257 città.
- (35) Zeriuani, che è un unico regno, dal quale tutte le genti Slave provengono e la cui origine, così come affermano, derivano.
- (36) I Prissani 70 città.
- (37) I Uelunzani 70 città.
- (38) Bruzi che sotto tutti gli aspetti è più grande di quella (regione) che va da Enisa al Reno.
- (39) Uuizunbeire
- (40) Caziri 100 città.
- (41) Ruzzi.
- (42) Forsderen.
- (43) Liudi.
- (44) Fresiti.
- (45) Serauici.
- (46) Lucolane.
- (47) Ungare.
- (48) Uuislane.
- (49) Sleenzane 15 città.
- (50) Lunsizi 30 città.
- (51) Dadosesani 20 città.
- (52) Milzane 30 città.
- (53) Besunzane 2 città.
- (54) Uerizane 10 città.
- (55) Fraganeo 40 città.
- (56) Lupiglaa 30 città.
- (57) Opolini 20 città.
- (58) Golensizi 5 città.